# Bahnstrecke Steinach bei Rothenburg–Bad Windsheim
| Streckennummer: | 5250                 |                                     |                                     |
| Kursbuchstrecke (DB): | 806                  |                                     |                                     |
| Kursbuchstrecke: | 415f (1946)          |                                     |                                     |
| Streckenlänge: | 13,739 km            |                                     |                                     |
| Spurweite: | 1435 mm (Normalspur) |                                     |                                     |
| Streckenklasse: | C4                   |                                     |                                     |
| Minimaler Radius: | 300 m                |                                     |                                     |
| |                      |                                     |                                     |
| \| \| \| von Würzburg Hbf \| \| \| \| 0,000 \| Steinach (b Rothenburg o d Tauber) \| 368 m \| \| \| \| nach Dombühl und nach Treuchtlingen \| \| \| \| \| Anschluss Rettenmeier \| \| \| \| 3,005 \| Burgbernheim Stadt (Awanst) \| Burgbernheim Stadt (Awanst) \| \| \| 3,717 \| Burgbernheim (ehem. Bf) \| 332 m \| \| \| 6,359 \| Ottenhofen-Bergel \| Ottenhofen-Bergel \| \| \| 9,799 \| Illesheim (ehem. Bf) \| 323 m \| \| \| \| Anschluss Storck Barracks \| \| \| \| 12,482 \| Bad Windsheim Getrag (Anst) \| Bad Windsheim Getrag (Anst) \| \| \| \| Anschluss Getrag \| \| \| \| 13,739 \| Bad Windsheim \| 314 m \| \| \| \| nach Neustadt (Aisch) Bahnhof \| \| \| \| \| \| \| \| Quellen: [1][2][3] \| \| \| \| |                      |                                     |                                     |
| Strecke |                      | von Würzburg Hbf                    | von Würzburg Hbf                    |
| Bahnhof | 0,000                | Steinach (b Rothenburg o d Tauber)  | 368 m                               |
| Abzweig geradeaus und nach rechts |                      | nach Dombühl und nach Treuchtlingen | nach Dombühl und nach Treuchtlingen |
| Abzweig geradeaus und von links |                      | Anschluss Rettenmeier               | Anschluss Rettenmeier               |
| Blockstelle | 3,005                | Burgbernheim Stadt (Awanst)         | Burgbernheim Stadt (Awanst)         |
| Haltepunkt / Haltestelle | 3,717                | Burgbernheim (ehem. Bf)             | 332 m                               |
| Haltepunkt / Haltestelle | 6,359                | Ottenhofen-Bergel                   | Ottenhofen-Bergel                   |
| Haltepunkt / Haltestelle | 9,799                | Illesheim (ehem. Bf)                | 323 m                               |
| Abzweig geradeaus und nach rechts |                      | Anschluss Storck Barracks           | Anschluss Storck Barracks           |
| ehemalige Blockstelle | 12,482               | Bad Windsheim Getrag (Anst)         | Bad Windsheim Getrag (Anst)         |
| Abzweig geradeaus und ehemals nach rechts |                      | Anschluss Getrag                    | Anschluss Getrag                    |
| Bahnhof | 13,739               | Bad Windsheim                       | 314 m                               |
| Strecke |                      | nach Neustadt (Aisch) Bahnhof       | nach Neustadt (Aisch) Bahnhof       |
| |                      |                                     |                                     |
| Quellen: |                      |                                     |                                     |

Die Bahnstrecke Steinach bei Rothenburg–Bad Windsheim ist eine eingleisige, nicht elektrifizierte Nebenbahn in Bayern. Sie zweigt in Steinach bei Rothenburg ob der Tauber aus der Bahnstrecke Treuchtlingen–Würzburg ab und führt in östlicher Richtung nach Bad Windsheim, wo sie in die Bahnstrecke Neustadt (Aisch)–Bad Windsheim übergeht.

## Geschichte
Die Bayerische Staatsbahn eröffnete den Betrieb am 1. August 1898. 

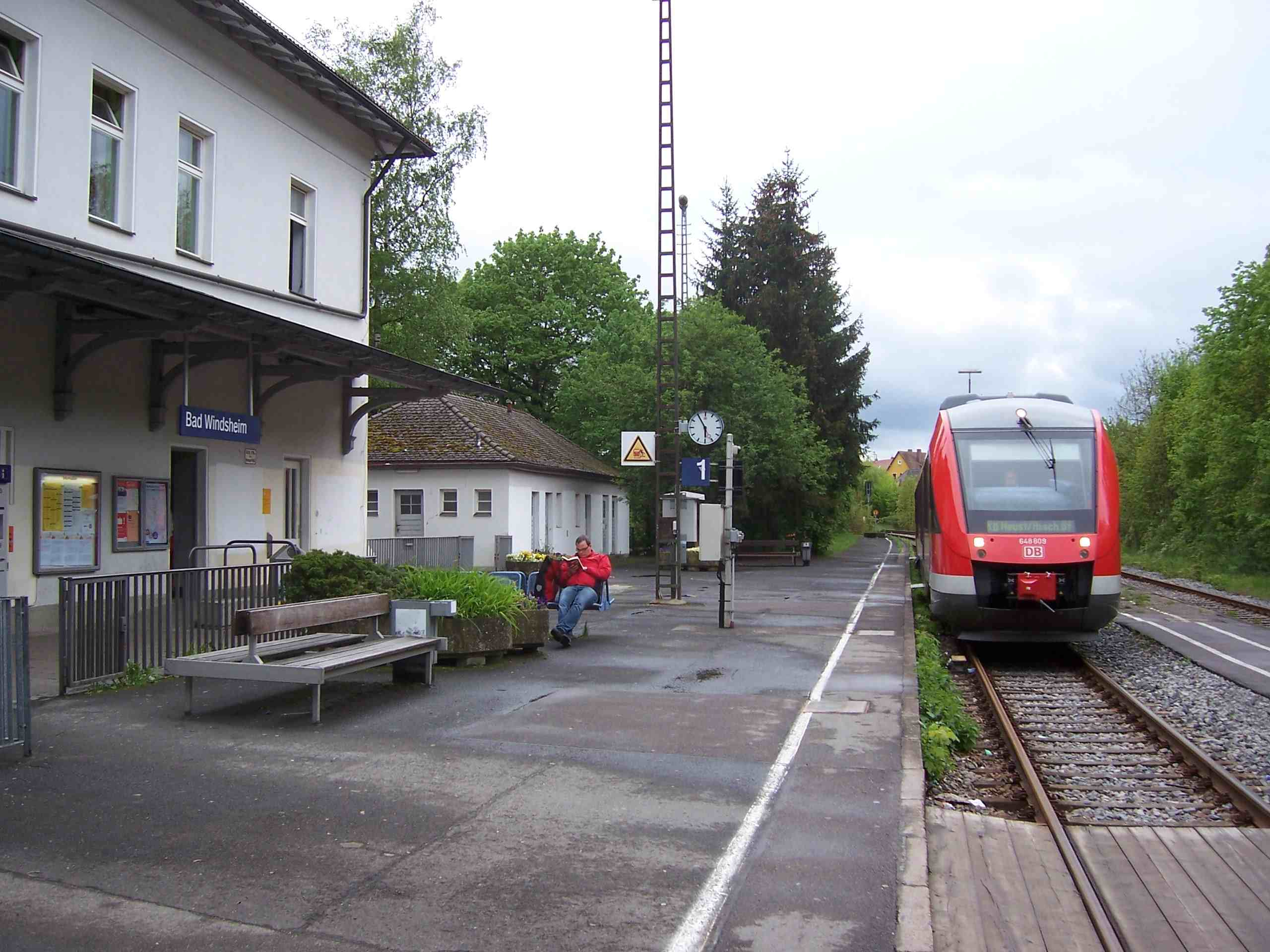
Bahnhof Bad Windsheim

Die Strecke ist im Kursbuch der Deutschen Bahn, die derzeit für den Verkehr verantwortlich ist, unter der Nummer 806 verzeichnet. Im Verkehrsverbund Großraum Nürnberg fährt auf ihr die Linie RB81 (bis 2020 R81). Die Verkehrsleistungen auf der Strecke wurden 2005 von der Bayerischen Eisenbahngesellschaft als Teil des „Dieselnetzes Nürnberg“ für 10 Jahre ausgeschrieben. Seit dem 14. Dezember 2008 wird unter anderem diese Strecke unter dem Namen „Mittelfrankenbahn“ mit neuen Triebzügen der Baureihe 648 täglich im Stundentakt bedient, Ende 2018 wurde jedoch wieder auf die bereits zuvor verwendete Baureihe 642 umgestellt. 
Der Betrieb wird von DB Regio Franken durchgeführt.
Die Kreuzung der Züge findet im Bahnhof Bad Windsheim statt, der mit Rückfallweichen ausgerüstet ist.